# Eustenancistrocerus lobatus
Eustenancistrocerus lobatus är en stekelart. Eustenancistrocerus lobatus ingår i släktet Eustenancistrocerus och familjen Eumenidae.

## Underarter
Arten delas in i följande underarter:
- E. l. flavellus
- E. l. flavellus